# Celle di Bulgheria
Celle di Bulgheria är en ort och kommun i provinsen Salerno i regionen Kampanien i Italien. Kommunen hade 1 861 invånare (2017).